# Pantelis Wulgaris
Pantelis Wulgaris, gr. Παντελής Βούλγαρης (ur. 23 października 1940 w Atenach) – grecki reżyser, scenarzysta i producent filmowy. Pracował również w teatrze. 
Autor ponad dwudziestu tytułów filmowych – fabularnych, dokumentalnych, telewizyjnych i krótkometrażowych. Uważany za jednego z wiodących greckich twórców filmowych swojego pokolenia.
Studiował reżyserię w ateńskiej Szkole Filmowo-Telewizyjnej im. Stavrakou. Początkowo pracował jako asystent reżysera. Od 1965 realizował własne projekty krótkometrażowe.
Jego pełnometrażowy debiut, Zaręczyny Anny (1972), prezentowany był w sekcji „Forum Nowego Kina” na 24. MFF w Berlinie, gdzie zdobył trzy nagrody. Kamienne lata (1985) zostały docenione dwiema nagrodami na 42. MFF w Wenecji. Inne filmy Wulgarisa to m.in. Szczęśliwy dzień (1976), Napastnik z numerem 9 (1988), Ciche sierpniowe dni (1991), Akropol (1996), To długa droga (1998), Panny młode (2004), Sercem i duszą (2009), Mała Anglia (2013) czy Ostatnia notatka (2017).
Jego żona Ioanna Karystiani często jest również współscenarzystką jego filmów. Ich dzieci, Alexander i Constantina Wulgaris, także związali swój los z branżą filmową.